# Número de Identificación del Contribuyente (Estados Unidos)
Este artículo trata sobre los números de identificación utilizados en el sistema fiscal de EE. UU. Para conocer los números de identificación del contribuyente utilizados en otros países, consulte Número de identificación nacional. Para otros tipos de números de identificación, consulte UID.
El Número de Identificación del Contribuyente (inglés: Taxpayer Identification Number, siglas: TIN) es un número de identificación utilizado para fines fiscales en los Estados Unidos y en otros países según el Estándar Común de Reporte. En los Estados Unidos también se le conoce como Número de Identificación de Impuestos (inglés: Tax Identification Number, siglas: TIN) o Número de Identificación Federal del Contribuyente (inglés: Federal Taxpayer Identification Number, siglas: FTIN). Un TIN puede ser asignado por la Administración del Seguro Social (SSA) o por el Servicio de Impuestos Internos (IRS).

## Clasificación
Cualquier número proporcionado por el gobierno que pueda usarse en los EE. UU. como identificador único al interactuar con el IRS es un TIN, aunque ninguno de ellos se denomina exclusivamente Número de Identificación del Contribuyente. Un TIN puede ser:
- Número de Seguro Social o SSN.
- Número de Identificación Personal del Contribuyente o ITIN.
- Número de Identificación del Empleador o EIN. También conocido como FEIN (Número de Identificación Federal del Empleador)
- Número de Identificación del Contribuyente para Adopciones o ATIN. Utilizado como número temporal para un niño para quien los padres adoptivos no pueden obtener un SSN.[2]
- Número de Identificación del Preparador de Impuestos o PTIN. Utilizado por los preparadores pagados de declaraciones de impuestos de EE. UU.[3]

### SSN
Los SSN son utilizados por personas que tienen o tuvieron derecho a trabajar en los Estados Unidos.

### ITIN
Los ITIN son utilizados por extranjeros que pueden o no tener derecho a trabajar en los EE. UU., como los extranjeros con visas temporales y los extranjeros no residentes con ingresos estadounidenses.

### EIN
Los EIN son utilizados por empleadores, propietarios únicos, corporaciones, LLC, sociedades, asociaciones sin fines de lucro, fideicomisos, herencias de difuntos, agencias gubernamentales, ciertos individuos y otras entidades comerciales.

## Secciones relevantes del Código de Rentas Internas
La Sección 6109(a) del Código de Rentas Internas establece (en parte) que "Cuando lo requieran las regulaciones prescritas por el Secretario [del Tesoro o su delegado] [ . . . ] Cualquier persona requerida bajo la autoridad de este título [es decir, bajo el Código de Rentas Internas] para hacer una declaración, declaración u otro documento deberá incluir en dicha declaración, declaración u otro documento el número de identificación que pueda prescribirse para asegurar la identificación adecuada de dicha persona".
La sección 6109(d) del Código de Rentas Internas establece: "El número de cuenta de seguridad social emitido a un individuo para los fines de la sección 205(c)(2)(A) de la Ley de Seguridad Social [codificada como 42 USC § 405(c)(2)(A)], salvo que se especifique lo contrario en las regulaciones del Secretario [del Tesoro o su delegado], se utilizará como el número de identificación de dicha persona para los fines de este título [el Código de Rentas Internas, título 26 del Código de los Estados Unidos]."

### Impuestos estadounidenses
- Impuestos en los Estados Unidos

### Uso de números
- Número de identificación personal (PIN)
- Clave primaria
- Número de serie
- Versión única de la verdad
- Clave sustituta
- Número de autenticación de transacción
- Identificador único (UID)
- UID
- Número de identificación del IVA